# Б'єловар (футбольний клуб)
НК «Б'єловар» (хорв. NK «Bjelovar») — хорватський футбольний клуб з міста Б'єловар.

## Історія

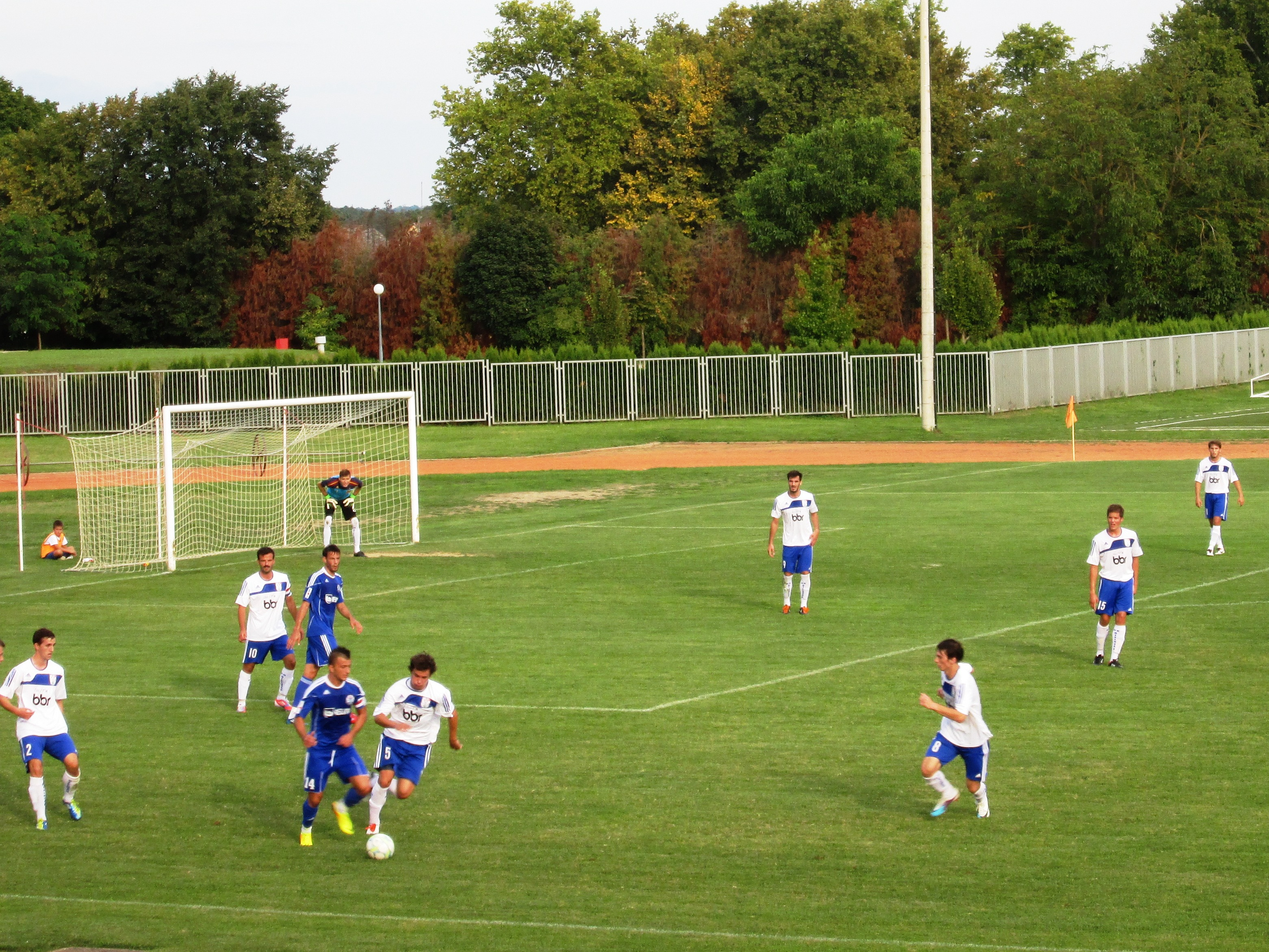
Матч між НК «Б'єловар» та НК «Славен Белупо» (Копривниця)

Футбольний клуб був заснований у 10 жовтня 1908 році студентами місцевої гімназії під назвою «Оксфорд». Протягом усієї історії клуб також називався NŠK «Hrvatski sokol» (1908), NK «Šparta» (1908), AFK «Hrvat» (1909), NŠK «Orao»  (1910), NŠK «Adria» та NŠK «Croatia» (1911) «BGŠK» (1912), «BAŠK» (1914). 
У 1981—1990 роках клуб називався «BSK Česma», після чого дістав теперішню назву.

## Стадіон
НК «Б'єловар» виступає на «Gradski stadion Bjelovar», який вміщує 4 000 глядачів.

## Досягнення
- Золотий призер 3. HNL-Північ 2004.

## Відомі гравці
- Огнєн Вукоєвич
- Боян Кнежевич
- Ведран Янєтович
- Звездан Любобратович
- Давор Шпехар